# Linalylhexanoat
Linalylhexanoat ist ein Terpenoidester der sich von Linalool und Hexansäure ableitet.

## Gewinnung und Darstellung
Linalylhexanoat kann durch Reaktion von Dehydrolinalool mit n-Hexansäure und anschließende Hydrierung gewonnen werden.

## Verwendung
Linalylhexanoat wird als Duftstoff verwendet, allerdings in sehr geringen Mengen von wenigen Kilogramm pro Jahr. In der EU ist es unter der FL-Nummer 09.068 als Aromastoff für Lebensmittel allgemein zugelassen.

## Toxikologie
Die akute Toxizität von Linalylhexanoat ist sehr gering. Der orale LD50-Wert für Mäuse wurde zu 37,89 g/kg Körpergewicht bestimmt.